# スティエパン・ムスリン
スティエパン・ムスリン （Stjepan Musulin, 1885年 – 1969年）は、 クロアチアの言語学者、翻訳家。 
スレムスカ・ミトロヴィツァの出身。クラクフ、プラハ 、ザグレブで学び、ポーランド語とチェコ語の書物のクロアチア語への翻訳を積極的に行った。  
また、クロアチアにおけるチェコ研究の第一人者として、ザグレブ大学の哲学部でチェコ語を講じた。
1950年からザグレブのユーゴスラビア科学芸術アカデミー（後のクロアチア科学芸術アカデミー）と関わり、1953年から同アカデミーの正会員になった。 
娘のブランカはピアニストになった。 

## 著書
ムスリンは、以下のようなアカデミーのエディションの編者であった。 
- Hrvatska književnost od Preporoda do stvaranja Jugoslavije, 1954., 1964.
- Rječnik hrvatskoga ili srpskoga jezika

また、以下のような授業向けのテキストも著した。 
- Češka gramatika : i uputa u češko trgovačko dopisivanje, 1924 (Czech grammar and intro to Czech trade correspondence)
- Gramatika hrvatskosrpskoga jezika za IV. razred srednjih škola, 1928 (Grammar of Croatoserbian for IV. grade of Middle schools)

翻訳者として、彼はポーランドの作家（ ボレスワフ・プルス 、 ステファン・ジェロムスキ ）とチェコの作家（ トマーシュ・マサリク ）の作品の翻訳を手掛けた。 

## トリビア
ギムナジウムで教鞭をとっていた時期の生徒にクロアチアの詩人、ドブリシャ・セサリッチがいた。 

## 注
1. ↑  “Katedra za češki jezik i književnost Filozofskog fakulteta Sveučilišta u Zagrebu - povijest”.   Filozofski fakultet u Zagrebu. 2008年3月26日時点のオリジナルよりアーカイブ。2008年8月12日閲覧。
2. ↑  OŠ Ljudevita Gaja Archived 2008-01-13 at the Wayback Machine. Kakav je djak bio Dobriša Cesarić Osnovna škola Ljudevita Gaja